# Ноллис, Николас, 3-й граф Банбери
Николас Ноллис (англ. Nicholas Knollys; 3 января 1631 — 14 марта 1674, Боутон, Нортгемптоншир, Королевство Англия) — английский аристократ, 3-й барон Ноллис, 3-й виконт Уоллингфорд и 3-й граф Банбери с 1645 года. В 1661 году ему было отказано в правах на титулы из-за подозрений, что его настоящий отец — любовник матери Эдуард Вокс, 4-й барон Вокс из Херроудена.

## Биография
Николас Ноллис родился 3 января 1631 года в семье сэра Уильяма Ноллиса, 1-го графа Банбери, и его второй жены Элизабет Говард. Уильяму на тот момент было более 80 лет. Он не упоминает Николаса и его старшего брата Эдуарда, родившегося в 1627 году, в своём завещании, а его вдова спустя всего пять недель после его смерти вступила во второй брак — с Эдуардом Воксом, 4-м бароном Вокс из Херроудена. Из-за всего этого появилось мнение, что оба младших Ноллиса родились от внебрачной связи Элизабет и Вокса. Суд неизменно констатировал, что нет оснований для признаний Ноллисов бастардами, а пэры отказывались считать Эдуарда, Николаса и потомков последнего Ноллисами по крови и законными обладателями фамильных титулов.
Сэр Уильям умер 25 мая 1632 года. Номинальным наследником его титулов и владений, расположенных главным образом в Оксфордшире и Беркшире, стал Эдуард, права которого были подтверждены в суде в 1641 году. Известно, что в 1644 году Николас отправился вместе с матерью во Францию, но вернулся в Англию до 19 октября 1646 года, когда барон Вокс передал ему часть своих владений. Эдуард к тому времени погиб в случайной дорожной ссоре (1645), и Николас стал в глазах закона 3-м графом Банбери, 3-м виконтом Уоллингфордом и 3-м бароном Ноллисом. В последующие годы он столкнулся с серьёзными финансовыми трудностями: 27 февраля 1655 года граф обратился к Оливеру Кромвелю за разрешением продать некоторые поместья, ссылаясь на наличие огромных долгов в 10 тысяч фунтов стерлингов, из-за которых ему пришлось сидеть в тюрьме.
В июне 1660 года Ноллис заседал в Палате лордов. 13 июля 1660 года его права на титулы впервые были оспорены, но судебное заседание по этому вопросу, запланированное на 23 июля, не состоялось. На следующий день Ноллис был назначен членом комитета по законопроекту об акцизах, 21 ноября он получил разрешение «отсутствовать некоторое время». 8 мая 1661 года началась новая парламентская сессия, но Николас не получил вызов в Палату. Он обратился к королю с петицией, а тот переслал этот документ в комитет по привилегиям Палаты лордов, причём главный прокурор заявил от имени монарха, что сэр Уильям Ноллис умер бездетным.
Комитет, проведя расследование, заявил, что Николас Ноллис обладает законными правами на фамильные титулы. Палата лордов после долгих дебатов и опроса свидетелей предложила комитету изучить вопрос ещё раз. 19 июля 1661 года был опубликован второй отчет, из которого следовало, что Николас — сын сэра Уильяма «в глазах закона», но в правах на титулы ему отказано на основании прецедентного права. В 1669 году, во время очередной сессии, один из лордов (по-видимому, друг Николаса) предложил комитету по привилегиям ещё раз изучить основания, на которых граф Банбери исключён из списка пэров, однако тот дал ответ, идентичный второму отчёту.
23 февраля 1670 года Ноллис обратился к пэрам с петицией, в которой просил принять его в палату. Эту просьбу немедленно отклонили. Спустя четыре года, 14 марта 1674 года, Николас умер в Боутоне (Нортгемптоншир).

## Семья
Николас Ноллис был дважды женат: на Изабелле Блаунт, дочери Маунтжоя Блаунта, 1-го графа Ньюпорта, и Анны Ботелер, и на Анне Шерард, дочери Уильяма Шерарда, 1-го барона Шерарда, и Эбигейл Кейв. В первом браке родились две дочери, Анна и Мэри. Во втором браке родились:
- Анна Мария;
- Чарльз (1662—1740), de-jure 4-й граф Банбери, не добившийся признания своих прав[2][4];
- Эбигейл;
- Кэтрин (1669/73 — 1747)[5][6];
- Алфра.